# ماساهیده کاواموتو
ماساهیده کاواموتو (انگلیسی: Masahide Kawamoto؛ زادهٔ ۲۱ ژوئن ۱۹۷۱) بازیکن فوتبال اهل ژاپن است.
از باشگاه‌هایی که در آن بازی کرده‌است می‌توان به باشگاه فوتبال کاوازاکی فرونتال اشاره کرد.